# Лендрам (Південна Кароліна)
Лендрам (англ. Landrum) — місто (англ. city) в США, в окрузі Спартанберг штату Південна Кароліна. Населення — 2481 особа (2020).

## Географія
Лендрам розташований за координатами 35°10′30″ пн. ш. 82°11′9″ зх. д. / 35.17500° пн. ш. 82.18583° зх. д. (35.175093, -82.185727).  За даними Бюро перепису населення США в 2010 році місто мало площу 6,96 км², з яких 6,94 км² — суходіл та 0,02 км² — водойми.

## Демографія
Згідно з переписом 2010 року, у місті мешкало 2376 осіб у 1042 домогосподарствах у складі 657 родин. Густота населення становила 342 особи/км².  Було 1191 помешкання (171/км²).
Расовий склад населення:
| - 81,5 % — білих - 13,0 % — чорних або афроамериканців - 0,9 % — азіатів - 0,3 % — корінних американців - 2,1 % — осіб інших рас |

До двох чи більше рас належало 2,3 %. Частка іспаномовних становила 4,3 % від усіх жителів.
За віковим діапазоном населення розподілялося таким чином: 22,3 % — особи молодші 18 років, 58,3 % — особи у віці 18—64 років, 19,4 % — особи у віці 65 років та старші. Медіана віку мешканця становила 44,0 року. На 100 осіб жіночої статі у місті припадало 89,6 чоловіків;  на 100 жінок у віці від 18 років та старших — 84,9 чоловіків також старших 18 років.
Середній дохід на одне домашнє господарство  становив 49 004 долари США (медіана — 35 823), а середній дохід на одну сім'ю — 59 797 доларів (медіана — 43 750). Медіана доходів становила 43 750 доларів для чоловіків та 37 143 долари для жінок. За межею бідності перебувало 20,1 % осіб, у тому числі 22,1 % дітей у віці до 18 років та 17,3 % осіб у віці 65 років та старших.
Цивільне працевлаштоване населення становило 1117 осіб. Основні галузі зайнятості: освіта, охорона здоров'я та соціальна допомога — 17,4 %, мистецтво, розваги та відпочинок — 16,2 %, роздрібна торгівля — 16,0 %.